# Igor Konstantinowitsch Warizki
Igor Konstantinowitsch Warizki (russisch Игорь Константинович Варицкий; * 25. April 1971 in Tscheljabinsk, Russische SFSR) ist ein ehemaliger russischer Eishockeyspieler und jetziger -trainer sowie -funktionär.

## Karriere
Igor Warizki begann seine Karriere als Eishockeyspieler in seiner Heimatstadt beim HK Traktor Tscheljabinsk, für den er von 1988 bis 1995 in der Wysschaja Liga, der höchsten sowjetischen Spielklasse, sowie in der Internationalen Hockey-Liga aktiv war. Die Saison 1995/96 begann er beim HK Metallurg Magnitogorsk in der Internationalen Hockey-Liga, verließ diesen jedoch bereits nach nur drei Spielen, um für die Kassel Huskies in der Deutschen Eishockey Liga zu spielen. Im weiteren Saisonverlauf schloss er sich deren DEL-Konkurrenten EC in Hannover an, bei dem er bis Saisonende blieb. Von 1996 bis 1998 nahm der Angreifer mit seinem Ex-Klub HK Metallurg Magnitogorsk am Spielbetrieb der russischen Superliga teil und gewann mit diesem in der Saison 1997/98 den russischen Pokalwettbewerb. 
Zur Saison 1998/99 schloss sich Warizki dem HC Vítkovice aus der tschechischen Extraliga an. Anschließend spielte er zweieinhalb Jahre lang für Sewerstal Tscherepowez sowie eineinhalb Jahre lang für den HK Metschel Tscheljabinsk in der russischen Superliga. In der Saison 2003/04 trat er für deren Ligarivalen Salawat Julajew Ufa an. Es folgten je ein Jahr bei seinen Ex-Klubs HK Traktor Tscheljabinsk und HK Metschel Tscheljabinsk in der zweiten russischen Spielklasse, der Wysschaja Liga, sowie zwei Jahre beim ebenfalls zweitklassig spielenden Awtomobilist Jekaterinburg, ehe er seine aktive Karriere im Alter von 37 Jahren beendete. 
In der Saison 2008/09 war Warizki als Assistenztrainer für Witjas Tschechow aus der Kontinentalen Hockey-Liga tätig. In der Saison 2010/11 war er General Manager des ebenfalls in der KHL spielenden HK Traktor Tscheljabinsk.
Seit 2013 ist Warizki General Manager des HK Witjas aus Podolsk (zuvor Tschechow).

### International
Für Russland nahm Warizki an der Weltmeisterschaft 1993 teil, bei der er mit seiner Mannschaft die Goldmedaille gewann. Zudem stand er im Aufgebot seines Landes bei den Olympischen Winterspielen 1994 in Lillehammer.

## Erfolge und Auszeichnungen
- 1998 Russischer Pokalsieger mit dem HK Metallurg Magnitogorsk

### International
- 1993 Goldmedaille bei der Weltmeisterschaft